# استرلینگ (کانزاس)
استرلینگ (به انگلیسی: Sterling) شهری در ایالت کانزاس کشور ایالات متحده آمریکا است که جمعیت آن در سرشماری سال ۲۰۱۰ میلادی، ۲٬۳۲۸ نفر بوده‌است.